# Wereldkampioenschap rugby 2023
Het tiende Wereldkampioenschap rugby werd van 8 september tot en met 28 oktober 2023 gehouden in Frankrijk. Het was de tweede keer in de historie dat Frankrijk de organisatie van dit toernooi toegewezen heeft gekregen. Ierland en Zuid-Afrika streden ook mee om de organisatie.

## Organisatie en speelsteden
Er waren drie kandidaten: Ierland, Zuid-Afrika en Frankrijk. Frankrijk kreeg de voorkeur boven Zuid-Afrika en Ierland. In het evaluatierapport stond dat het bestuur Zuid-Afrika naar de voren schoof als de beste kandidaat, maar de stemgerechtigden stemden voor Frankrijk. In de eerste ronde sneuvelde Ierland, het land dat nog nooit een WK heeft georganiseerd. In de tweede stemronde kreeg Frankrijk 24 stemmen tegenover 15 stemmen voor Zuid-Afrika.
Er werden wedstrijden gespeeld in negen stadions in heel Frankrijk
| Stadion                 | Locatie       | Capaciteit |
| ----------------------- | ------------- | ---------- |
| Stade de France         | Parijs        | 81.338     |
| Stade Vélodrome         | Marseille     | 67.000     |
| Parc Olympique Lyonnais | Lyon          | 59.186     |
| Stade Pierre-Mauroy     | Lille         | 50.186     |
| Matmut Atlantique       | Bordeaux      | 42.115     |
| Stade Geoffroy-Guichard | Saint-Étienne | 42.000     |
| Allianz Riviera         | Nice          | 35.624     |
| Stade de la Beaujoire   | Nantes        | 38.285     |
| Stadium de Toulouse     | Toulouse      | 33.150     |

## Gekwalificeerde landen
Omdat Frankrijk het wereldkampioenschap rugby 2023 organiseerde was het land automatisch gekwalificeerd.
| Regio        | Land          | Gekwalificeerd via                                     |
| ------------ | ------------- | ------------------------------------------------------ |
| Europa       | Frankrijk     | Gastland                                               |
| Europa       | Engeland      | in de top 3 groep C WK 2019                            |
| Europa       | Georgië       | Winnaar Rugby Europe International Championships       |
| Europa       | Ierland       | in de top 3 groep A WK 2019                            |
| Europa       | Italië        | in de top 3 groep B WK 2019                            |
| Europa       | Roemenië      | Tweede plaats Rugby Europe International Championships |
| Europa       | Schotland     | in de top 3 groep A WK 2019                            |
| Europa       | Wales         | in de top 3 groep D WK 2019                            |
| Azië         | Japan         | in de top 3 groep A WK 2019                            |
| Oceanië      | Nieuw-Zeeland | in de top 3 groep B WK 2019                            |
| Oceanië      | Samoa         | Winnaar kwalificatietoernooi Oceanië                   |
| Oceanië      | Australië     | in de top 3 groep D WK 2019                            |
| Oceanië      | Fiji          | in de top 3 groep D WK 2019                            |
| Afrika       | Zuid-Afrika   | in de top 3 groep B WK 2019                            |
| Zuid-Amerika | Argentinië    | in de top 3 groep C WK 2019                            |
| Zuid-Amerika | Uruguay       | Winnaar kwalificatietoernooi Amerika                   |
|              | Chili         |                                                        |
|              | Namibië       |                                                        |
|              | Portugal      |                                                        |
|              | Tonga         |                                                        |

## Groepsfase
De loting voor de groepsfase werd verricht in de Beurs van Parijs (Palais Brongniart) op 14 december 2020.
De pottenindeling was als volgt:
- Pot 1: Zuid-Afrika, Nieuw-Zeeland, Engeland en Wales
- Pot 2: Ierland, Australië, Frankrijk en Japan
- Pot 3: Schotland, Argentinië, Fiji en Italië
- Pot 4: Oceanië 1, Europa 1, Amerika 1, Azië/Oceanië 1
- Pot 5: Afrika 1, Europa 2, Amerika 2, Winnaar play-off

Pas na de loting plaatsten de laatste acht landen zich voor het WK.

### Groep A
| Pos | Team          | Wed | W | G | V | PV  | PT  | +/−  | TV | BP | ntPts | Kwalificatie                                                      |
| --- | ------------- | --- | - | - | - | --- | --- | ---- | -- | -- | ----- | ----------------------------------------------------------------- |
| 1   | Frankrijk (H) | 4   | 4 | 0 | 0 | 210 | 32  | +178 | 27 | 2  | 18    | Door naar de kwartfinales, en kwalificatie voor het WK rugby 2027 |
| 2   | Nieuw-Zeeland | 4   | 3 | 0 | 1 | 253 | 47  | +206 | 38 | 3  | 15    | Door naar de kwartfinales, en kwalificatie voor het WK rugby 2027 |
| 3   | Italië        | 4   | 2 | 0 | 2 | 114 | 181 | −67  | 15 | 2  | 10    | kwalificatie voor het WK rugby 2027                               |
| 4   | Uruguay       | 4   | 1 | 0 | 3 | 65  | 164 | −99  | 9  | 1  | 5     |                                                                   |
| 5   | Namibië       | 4   | 0 | 0 | 4 | 37  | 255 | −218 | 3  | 0  | 0     |                                                                   |

| Vrijdag 8 september 2023 21:15 | Frankrijk                                                                                    | 27–13   | Nieuw-Zeeland                                     | Stade de France, Saint-Denis Toeschouwers: 78.750 Scheidsrechter: Jaco Peyper |
| Vrijdag 8 september 2023 21:15 | Try: Penaud 55' c Jaminet 78' m Con: Ramos (1/1) 57' Pen: Ramos (5/7) 5', 20', 29', 65', 74' | verslag | Try: Telea (2) 2' m, 43' m Pen: Mo'unga (1/1) 25' | Stade de France, Saint-Denis Toeschouwers: 78.750 Scheidsrechter: Jaco Peyper |

| Zaterdag 9 september 2023 13:00 | Italië | 52–8    | Namibië                                   | Stade Geoffroy-Guichard, Saint-Étienne Toeschouwers: 35.515 Scheidsrechter: Andrew Brace |
| Zaterdag 9 september 2023 13:00 | Try: L. Cannone 11' c P. Garbisi 15' c Lamb 46' c Capuozzo 55' c Faiva 74' c Zuliani 78' c Odogwu 80+3' c Con: Allan (7/7) 12', 16', 48', 57', 75', 79', 80+4' Pen: Allan (1/1) 8' | verslag | Try: Mouton 21' m Pen: Swanepoel (1/2) 4' | Stade Geoffroy-Guichard, Saint-Étienne Toeschouwers: 35.515 Scheidsrechter: Andrew Brace |

| Donderdag 14 september 2023 21:00 | Frankrijk | 27–12   | Uruguay                                                 | Stade Pierre-Mauroy, Rijssel Toeschouwers: 48,821 Scheidsrechter: Ben O'Keeffe |
| Donderdag 14 september 2023 21:00 | Try: Hastoy 10' c Mauvaka 55' c Bielle-Biarrey 74' c Con: Jaminet (3/3) 11', 56', 75' Pen: Jaminet (2/3) 3', 14' | verslag | Try: Freitas 6' m Amaya 53' c Con: Etcheverry (1/2) 54' | Stade Pierre-Mauroy, Rijssel Toeschouwers: 48,821 Scheidsrechter: Ben O'Keeffe |

| Vrijdag 15 september 2023 21:00 | Nieuw-Zeeland | 71–3    | Namibië                  | Stadium Municipal, Toulouse Toeschouwers: 31.996 Scheidsrechter: Luke Pearce |
| Vrijdag 15 september 2023 21:00 | Try: Roigard (2) 2' c, 7' m McKenzie (2) 20' c, 39' c Fainga'anuku 25' m Lienert-Brown 35' c De Groot 49' m Papalii 55' c Havili 58' c Clarke 67' c Ioane 77' c Con: McKenzie (8/11) 3', 20', 36', 40', 55', 59', 68', 78' | verslag | Pen: Swanepoel (1/1) 11' | Stadium Municipal, Toulouse Toeschouwers: 31.996 Scheidsrechter: Luke Pearce |

| Woensdag 20 september 2023 17:45 | Italië | 38–17   | Uruguay                                                                                 | Allianz Riviera, Nice Toeschouwers: 28.627 Scheidsrechter: Angus Gardner |
| Woensdag 20 september 2023 17:45 | Try: Pani 7' c Lamaro 46' c Ioane 52' c L. Cannone 56' c Brex 61' c Con: Allan (5/5) 8', 47', 53', 57', 62' Pen: P. Garbisi (1/1) 70' | verslag | Try: Penalty try 27' Freitas 37' c Con: Etcheverry (1/1) 38' Drop: Etcheverry (1/1) 42' | Allianz Riviera, Nice Toeschouwers: 28.627 Scheidsrechter: Angus Gardner |

| Donderdag 21 september 2023 21:00 | Frankrijk | 96–0    | Namibië | Stade Vélodrome, Marseille Toeschouwers: 63.486 Scheidsrechter: Matthew Carley |
| Donderdag 21 september 2023 21:00 | Try: Penaud (3) 6' m, 21' c, 55' c Danty (2) 9' c, 26' c Ollivon (2) 18' c, 68' c Flament 33' c Dupont 38' c Bielle-Biarrey (2) 40+1' c, 64' c Couilloud 47' c Jaminet 76' c Penalty try 80' Con: Ramos (12/13) 10', 18', 22', 27', 34', 39', 40+2', 48', 56', 65', 70', 77' | verslag |         | Stade Vélodrome, Marseille Toeschouwers: 63.486 Scheidsrechter: Matthew Carley |

| Woensdag 27 september 2023 17:45 | Uruguay | 36–26   | Namibië                                                                                              | Parc Olympique Lyonnais, Lyon Toeschouwers: 49.342 Scheidsrechter: Mathieu Raynal |
| Woensdag 27 september 2023 17:45 | Try: Amaya (2) 19' c, 49' c Kessler 28' c Arata 54' c Basso 66' c Con: Etcheverry (3/4) 29', 51', 55' Berchesi (1/1) 67' Pen: Berchesi (1/1) 74' | verslag | Try: Mouton 1' c Greyling 11' c Con: Swanepoel (2/2) 2', 12' Pen: Swanepoel (4/4) 25', 35', 43', 69' | Parc Olympique Lyonnais, Lyon Toeschouwers: 49.342 Scheidsrechter: Mathieu Raynal |

| Vrijdag 29 september 2023 21:00 | Nieuw-Zeeland | 96–17   | Italië                                                                                          | Parc Olympique Lyonnais, Lyon Toeschouwers: 57,083 Scheidsrechter: Matthew Carley |
| Vrijdag 29 september 2023 21:00 | Try: Jordan (2) 7' c, 70' Smith (3) 17' c, 27' c, 34' c Telea 19' c Savea (2) 22' c, 40+5' c Retallick 50' c Papalii 55' c Coles (2) 61' m, 73' c McKenzie 67' c Lienert-Brown 76' c Con: Mo'unga (9/10) 8', 18', 20, 23', 28', 35', 40+6', 51', 57' McKenzie (4/4) 69', 71', 74', 77' | Verslag | Try: Capuozzo 48' c Ioane 80+1' c Con: Allan (1/1) 49' Garbisi (1/1) 80+3' Pen: Allan (1/1) 10' | Parc Olympique Lyonnais, Lyon Toeschouwers: 57,083 Scheidsrechter: Matthew Carley |

| Donderdag 5 oktober 2023 21:00 | Nieuw-Zeeland | 73–0    | Uruguay | Parc Olympique Lyonnais, Lyon Toeschouwers: 57.672 Scheidsrechter: Wayne Barnes |
| Donderdag 5 oktober 2023 21:00 | Try: McKenzie (2) 20' c, 53' c Mo'unga 25' c Jordan (2) 33' c, 65' c Roigard 38' m Newell 45' m Fainga'anuku (3) 49' c, 68' c, 77' c Williams 73' c Con: Mo'unga (5/7) 21', 26', 34', 50', 54' McKenzie (2/2) 66', 69' B. Barrett (2/2) 74', 78' | Verslag |         | Parc Olympique Lyonnais, Lyon Toeschouwers: 57.672 Scheidsrechter: Wayne Barnes |

| Vrijdag 6 oktober 2023 21:00 | Frankrijk | 60–7 | Italië                                  | Parc Olympique Lyonnais, Lyon Toeschouwers: 58.102 Scheidsrechter: Karl Dickson |
| Vrijdag 6 oktober 2023 21:00 | Try: Penaud (2) 2' c, 38' c Bielle-Biarrey 13' c Ramos 22' c Jalibert 47' c Mauvaka 54' c Moefana (2) 64' c, 76' m Con: Ramos (6/6) 4', 14', 23', 39', 48', 55' Jaminet (1/2) 65' Pen: Ramos (1/2) 7' Jaminet (1/1) 80+1' |      | Try: Zuliani 71' c Con: Allan (1/1) 72' | Parc Olympique Lyonnais, Lyon Toeschouwers: 58.102 Scheidsrechter: Karl Dickson |

### Groep B
| Pos | Team        | Wed | W | G | V | PV  | PT  | +/−  | TV | BP | ntPts | Kwalificatie                                                      |
| --- | ----------- | --- | - | - | - | --- | --- | ---- | -- | -- | ----- | ----------------------------------------------------------------- |
| 1   | Ierland     | 4   | 4 | 0 | 0 | 190 | 46  | +144 | 27 | 5  | 21    | Door naar de kwartfinales, en kwalificatie voor het WK rugby 2027 |
| 2   | Zuid-Afrika | 4   | 3 | 0 | 1 | 151 | 34  | +117 | 22 | 3  | 15    | Door naar de kwartfinales, en kwalificatie voor het WK rugby 2027 |
| 3   | Schotland   | 4   | 2 | 0 | 2 | 146 | 71  | +75  | 21 | 2  | 10    | kwalificatie voor het WK rugby 2027                               |
| 4   | Tonga       | 4   | 1 | 0 | 3 | 96  | 177 | −81  | 13 | 1  | 5     |                                                                   |
| 5   | Roemenië    | 4   | 0 | 0 | 4 | 32  | 287 | −255 | 4  | 0  | 0     |                                                                   |

| Zaterdag 9 september 2023 15:30 | Ierland | 82–8    | Roemenië                               | Nouveau Stade Bordeaux, Bordeaux Toeschouwers: 41.170 Scheidsrechter: Nika Amashukeli |
| Zaterdag 9 september 2023 15:30 | Try: Gibson-Park 5' c Keenan 13' c Beirne (2) 17' m, 80+3' c Aki (2) 34' c, 75' c Sexton (2) 40' c, 62' c Herring 45' c O'Mahony (2) 50' c, 70' c McCarthy 67' c Con: Sexton (7/8) 6', 13', 36', 40', 46', 51', 63' Crowley (4/4) 68', 72', 76', 80+3' | verslag | Try: Rupanu 3' m Pen: Rupanu (1/1) 21' | Nouveau Stade Bordeaux, Bordeaux Toeschouwers: 41.170 Scheidsrechter: Nika Amashukeli |

| Zondag 10 september 2023 17:45 | Zuid-Afrika                                                                         | 18–3    | Schotland                | Stade Vélodrome, Marseille Toeschouwers: 63.586 Scheidsrechter: Angus Gardner |
| Zondag 10 september 2023 17:45 | Try: Du Toit 47' m Arendse 50' c Con: De Klerk (1/1) 51' Pen: Libbok (2/4) 13', 25' | verslag | Pen: Russell (1/1) 40+1' | Stade Vélodrome, Marseille Toeschouwers: 63.586 Scheidsrechter: Angus Gardner |

| Zaterdag 16 september 2023 21:00 | Ierland | 59–16   | Tonga                                                                          | Stade de la Beaujoire, Nantes Toeschouwers: 35.673 Scheidsrechter: Wayne Barnes |
| Zaterdag 16 september 2023 21:00 | Try: Beirne 21' c Doris 27' c Hansen 33' c Sexton 38' c Lowe 59' c Aki (2) 63' c, 69' c Herring 80' c Con: Sexton (4/4) 22', 28', 34', 39' Byrne (4/4) 60', 64', 70', 80+2' Pen: Sexton (1/1) 7' | verslag | Try: V. Fifita 40+8' c Con: Havili (1/1) 40+9' Pen: Havili (3/3) 16', 25', 43' | Stade de la Beaujoire, Nantes Toeschouwers: 35.673 Scheidsrechter: Wayne Barnes |

| Zondag 17 september 2023 15:00 | Zuid-Afrika | 76–0    | Roemenië | Nouveau Stade Bordeaux, Bordeaux Toeschouwers: 38.789 Scheidsrechter: Mathieu Raynal |
| Zondag 17 september 2023 15:00 | Try: Reinach (3) 2' m, 8' c, 23' c Mapimpi (3) 6' c, 63' m, 67' c Willemse 11' c Fourie 42' m Penalty try 52' Williams (2) 54' c, 61' c Le Roux 73' m Con: Willemse (5/7) 7', 9', 11', 24', 55' De Klerk (2/4) 62', 68' | verslag |          | Nouveau Stade Bordeaux, Bordeaux Toeschouwers: 38.789 Scheidsrechter: Mathieu Raynal |

| Zaterdag 23 september 2023 21:00 | Zuid-Afrika                           | 8–13    | Ierland                                                                         | Stade de France, Saint-Denis Toeschouwers: 78.542 Scheidsrechter: Ben O'Keeffe |
| Zaterdag 23 september 2023 21:00 | Try: Kolbe 51' m Pen: Libbok (1/2) 6' | verslag | Try: Hansen 33' c Con: Sexton (1/1) 35' Pen: Sexton (1/1) 59' Crowley (1/1) 77' | Stade de France, Saint-Denis Toeschouwers: 78.542 Scheidsrechter: Ben O'Keeffe |

| Zondag 24 september 2023 17:45 | Schotland | 45–17   | Tonga                                                                            | Allianz Riviera, Nice Toeschouwers: 33,189 Scheidsrechter: Karl Dickson |
| Zondag 24 september 2023 17:45 | Try: Turner 5' c Van der Merwe 27' m Steyn 30' m Darge 40+2' c Horne 54' c Kinghorn 68' c Graham 80+2' c Con: Russell (5/7) 6', 40+3', 55', 70', 80+3' | verslag | Try: Kata 20' c Tameifuna 44' c Con: Havili (2/2) 21', 45' Pen: Havili (1/1) 10' | Allianz Riviera, Nice Toeschouwers: 33,189 Scheidsrechter: Karl Dickson |

| Zaterdag 30 september 2023 21:00 | Schotland | 84–0 | Roemenië | Stade Pierre-Mauroy, Rijssel |
| Zaterdag 30 september 2023 21:00 |           |      |          | Stade Pierre-Mauroy, Rijssel |

| Zondag 1 oktober 2023 21:00 | Zuid-Afrika | 49–18 | Tonga | Stade Vélodrome, Marseille |
| Zondag 1 oktober 2023 21:00 |             |       |       | Stade Vélodrome, Marseille |

| Zaterdag 7 oktober 2023 21:00 | Ierland | 36–14 | Schotland | Stade de France, Saint-Denis |
| Zaterdag 7 oktober 2023 21:00 |         |       |           | Stade de France, Saint-Denis |

| Zondag 8 oktober 2023 17:45 | Tonga   | 45–24 | Roemenië | Stade Pierre-Mauroy, Rijssel |
| Zondag 8 oktober 2023 17:45 | verslag |       |          | Stade Pierre-Mauroy, Rijssel |

### Groep C
| Pos | Team      | Wed | W | G | V | PV  | PT  | +/− | TV | BP | ntPts | Kwalificatie                                                      |
| --- | --------- | --- | - | - | - | --- | --- | --- | -- | -- | ----- | ----------------------------------------------------------------- |
| 1   | Wales     | 4   | 4 | 0 | 0 | 143 | 59  | +84 | 17 | 3  | 19    | Door naar de kwartfinales, en kwalificatie voor het WK rugby 2027 |
| 2   | Fiji      | 4   | 2 | 0 | 2 | 88  | 83  | +5  | 9  | 3  | 11    | Door naar de kwartfinales, en kwalificatie voor het WK rugby 2027 |
| 3   | Australië | 4   | 2 | 0 | 2 | 90  | 91  | −1  | 11 | 3  | 11    | kwalificatie voor het WK rugby 2027                               |
| 4   | Portugal  | 4   | 1 | 1 | 2 | 64  | 103 | −39 | 8  | 0  | 6     |                                                                   |
| 5   | Georgië   | 4   | 0 | 1 | 3 | 64  | 113 | −49 | 7  | 1  | 3     |                                                                   |

| Zaterdag 9 september 2023 18:00 | Australië | 35–15 | Georgië | Stade de France, Saint-Denis |
| Zaterdag 9 september 2023 18:00 | verslag   |       |         | Stade de France, Saint-Denis |

| Zondag 10 september 2023 21:00 | Wales   | 32–26 | Fiji | Nouveau Stade Bordeaux, Bordeaux |
| Zondag 10 september 2023 21:00 | verslag |       |      | Nouveau Stade Bordeaux, Bordeaux |

| Zaterdag 16 september 2023 17:45 | Wales   | 28–8 | Portugal | Allianz Riviera, Nice |
| Zaterdag 16 september 2023 17:45 | verslag |      |          | Allianz Riviera, Nice |

| Zondag 17 september 2023 17:45 | Australië | 15-22 | Fiji | Stade Geoffroy-Guichard, Saint-Etienne |
| Zondag 17 september 2023 17:45 | verslag   |       |      | Stade Geoffroy-Guichard, Saint-Etienne |

| Zaterdag 23 september 2023 14:00 | Georgië | 18–18 | Portugal | Stadium Municipal, Toulouse |
| Zaterdag 23 september 2023 14:00 | verslag |       |          | Stadium Municipal, Toulouse |

| Zondag 24 september 2023 21:00 | Wales   | 40–6 | Australië | Parc Olympique Lyonnais, Lyon |
| Zondag 24 september 2023 21:00 | verslag |      |           | Parc Olympique Lyonnais, Lyon |

| Zaterdag 30 september 2023 17:45 | Fiji    | 17–12 | Georgië | Nouveau Stade Bordeaux, Bordeaux |
| Zaterdag 30 september 2023 17:45 | verslag |       |         | Nouveau Stade Bordeaux, Bordeaux |

| Zondag 1 oktober 2023 17:45 | Australië | 34–14 | Portugal | Stade Geoffroy-Guichard, Saint-Etienne |
| Zondag 1 oktober 2023 17:45 | verslag   |       |          | Stade Geoffroy-Guichard, Saint-Etienne |

| Zaterdag 7 oktober 2023 15:00 | Wales   | 43-19 | Georgië | Stade de la Beaujoire, Nantes |
| Zaterdag 7 oktober 2023 15:00 | verslag |       |         | Stade de la Beaujoire, Nantes |

| Zondag 8 oktober 2023 21:00 | Fiji    | 23–24 | Portugal | Stadium Municipal, Toulouse |
| Zondag 8 oktober 2023 21:00 | verslag |       |          | Stadium Municipal, Toulouse |

### Groep D
| Pos | Team       | Wed | W | G | V | PV  | PT  | +/−  | TV | BP | ntPts | Kwalificatie                                                      |
| --- | ---------- | --- | - | - | - | --- | --- | ---- | -- | -- | ----- | ----------------------------------------------------------------- |
| 1   | Engeland   | 4   | 4 | 0 | 0 | 150 | 39  | +111 | 17 | 2  | 18    | Door naar de kwartfinales, en kwalificatie voor het WK rugby 2027 |
| 2   | Argentinië | 4   | 3 | 0 | 1 | 127 | 69  | +58  | 15 | 2  | 14    | Door naar de kwartfinales, en kwalificatie voor het WK rugby 2027 |
| 3   | Japan      | 4   | 2 | 0 | 2 | 109 | 107 | +2   | 12 | 1  | 9     | kwalificatie voor het WK rugby 2027                               |
| 4   | Samoa      | 4   | 1 | 0 | 3 | 92  | 75  | +17  | 11 | 3  | 7     |                                                                   |
| 5   | Chili      | 4   | 0 | 0 | 4 | 27  | 215 | −188 | 4  | 0  | 0     |                                                                   |

| Zaterdag 9 september 2023 21:00 | Engeland                                                                    | 27–10   | Argentinië                                                      | Stade Vélodrome, Marseille Toeschouwers: 63.118 Scheidsrechter: Mathieu Raynal |
| Zaterdag 9 september 2023 21:00 | Pen: Ford (6/6) 10', 46', 54', 59', 66', 75' Drop: Ford (3/3) 27', 31', 37' | verslag | Try: Bruni 10' c Con: Boffelli (1/1) 80' Pen: Boffelli (1/2) 5' | Stade Vélodrome, Marseille Toeschouwers: 63.118 Scheidsrechter: Mathieu Raynal |

| Zondag 10 september 2023 13:00 | Japan | 42–12   | Chili                                                     | Stadium Municipal, Toulouse Toeschouwers: 30.187 Scheidsrechter: Nic Berry |
| Zondag 10 september 2023 13:00 | Try: Fakatava (2) 8' c, 40+1' c Naikabula 30' c Leitch 53' c Nakamura 71' c Dearns 79' c Con: Matsuda (6/6) 10', 31', 40+2', 54', 73', 80+1' | verslag | Try: Fernández 6' c A. Escobar 48' m Con: Videla (1/2) 7' | Stadium Municipal, Toulouse Toeschouwers: 30.187 Scheidsrechter: Nic Berry |

| Zaterdag 16 september 2023 15:00 | Samoa | 43–10   | Chili                                                          | Nouveau Stade Bordeaux, Bordeaux Toeschouwers: 39.291 Scheidsrechter: Paul Williams |
| Zaterdag 16 september 2023 15:00 | Try: Paia'aua 40+1' c Taumateine 42' m Lee 47' m Malolo (2) 52' c, 80+1' c Con: Leali'ifano (2/4) 40+2', 53' Sopoaga (1/1) 80+2' Pen: Leali'ifano (4/4) 4', 10', 14', 36' | verslag | Try: Dittus 6' c Con: Videla (1/1) 7' Pen: Garafulic (1/1) 30' | Nouveau Stade Bordeaux, Bordeaux Toeschouwers: 39.291 Scheidsrechter: Paul Williams |

| Zondag 17 september 2023 21:00 | Engeland | 34–12   | Japan                                 | Allianz Riviera, Nice Toeschouwers: 30.500 Scheidsrechter: Nika Amashukeli |
| Zondag 17 september 2023 21:00 | Try: Ludlam 24' c Lawes 56' c Steward 66' c Marchant 80+1' c Con: Ford (4/4) 26', 56', 67', 80+1' Pen: Ford (2/3) 4', 42' | verslag | Pen: Matsuda (4/4) 15', 23', 32', 54' | Allianz Riviera, Nice Toeschouwers: 30.500 Scheidsrechter: Nika Amashukeli |

| Vrijdag 22 september 2023 17:45 | Argentinië                                                                                     | 19–10   | Samoa                                                              | Stade Geoffroy-Guichard, Saint-Etienne Toeschouwers: 38.358 Scheidsrechter: Nic Berry |
| Vrijdag 22 september 2023 17:45 | Try: Boffelli 9' c Con: Boffelli (1/1) 10' Pen: Boffelli (3/4) 25', 34', 54' Sánchez (1/1) 80' | verslag | Try: Malolo 75' c Con: Leuila (1/1) 75' Pen: Leali'ifano (1/3) 28' | Stade Geoffroy-Guichard, Saint-Etienne Toeschouwers: 38.358 Scheidsrechter: Nic Berry |

| Zaterdag 23 september 2023 17:45 | Engeland | 71–0    | Chili | Stade Pierre-Mauroy, Rijssel Toeschouwers: 44.315 Scheidsrechter: Jaco Peyper |
| Zaterdag 23 september 2023 17:45 | Try: Arundell (5) 20' m, 30' m, 48' c, 60' c, 69' m Dan (2) 24' c, 45' c Rodd 35' c Smith (2) 40' c, 77' c Willis 80' c Con: Farrell (8/11) 25', 36', 40+2', 46', 49', 62', 78', 80+1' | verslag |       | Stade Pierre-Mauroy, Rijssel Toeschouwers: 44.315 Scheidsrechter: Jaco Peyper |

| Donderdag 28 september 2023 21:00 | Japan | 28–22   | Samoa | Stadium Municipal, Toulouse Toeschouwers: 31.794 Scheidsrechter: Jaco Peyper |
| Donderdag 28 september 2023 21:00 | Try: Labuschagné 13' c Leitch 32' c Himeno 48' m Con: Matsuda (2/3) 15', 33' Pen: Matsuda (3/3) 28', 56', 75' | verslag | Try: S. Lam 38' m Paia'aua 65' c Leali'ifano 78' c Con: Leali'ifano (2/3) 66', 79' Pen: Leuila (1/2) 25' | Stadium Municipal, Toulouse Toeschouwers: 31.794 Scheidsrechter: Jaco Peyper |

| Zaterdag 30 september 2023 15:00 | Argentinië | 59–5    | Chili                  | Stade de la Beaujoire, Nantes Toeschouwers: Paul Williams Scheidsrechter: 33.963 |
| Zaterdag 30 september 2023 15:00 | Try: Sánchez 9' c González (2) 16' c, 68' c Creevy 23' c Bogado 46' c Isgro 64' c Ruiz 77' c S. Carreras 79' c Con: Sánchez (6/6) 10', 17', 24', 47', 65', 69' S. Carreras (2/2) 78', 80+1' Pen: Sánchez (1/1) 13' | Verslag | Try: Dussaillant 73' m | Stade de la Beaujoire, Nantes Toeschouwers: Paul Williams Scheidsrechter: 33.963 |

| Zaterdag 7 oktober 2023 17:45 | Engeland                                                                        | 18–17   | Samoa                                                                            | Stade Pierre-Mauroy, Rijssel Toeschouwers: Andrew Brace Scheidsrechter: 47.891 |
| Zaterdag 7 oktober 2023 17:45 | Try: Chessum 9' m Care 73' c Con: Farrell (1/2) 74' Pen: Farrell (2/3) 18', 58' | Verslag | Try: Ah Wong (2) 22' c, 29' c Con: Sopoaga (2/2) 24', 30' Pen: Sopoaga (1/2) 48' | Stade Pierre-Mauroy, Rijssel Toeschouwers: Andrew Brace Scheidsrechter: 47.891 |

| Zondag 8 oktober 2023 13:00 | Japan | 27–39   | Argentinië | Stade de la Beaujoire, Nantes Scheidsrechter: Ben O'Keeffe |
| Zondag 8 oktober 2023 13:00 | Try: Fakatava 16' c Saitō 38' c Naikabula 65' c Con: Matsuda (3/3) 17', 39', 67' Pen: Matsuda (1/1) 52' Drop: Lemeki (1/1) 56' | Verslag | Try: Chocobares 2' c M. Carreras (3) 28' m, 46' c, 68' c Boffelli 58' c Con: Boffelli (3/4) 2', 47', 60' Sánchez (1/1) 70' Pen: Boffelli (1/2) 35' Sánchez (1/1) 75' | Stade de la Beaujoire, Nantes Scheidsrechter: Ben O'Keeffe |

## Knock-out fase
|  | Kwartfinale                                   | Kwartfinale                                   |                                               |    | Halve finale                                  | Halve finale                                  |    |  | Finale | Finale |
|  |                                               |                                               |                                               |    |                                               |                                               |    |  |        |        |
|  | 14 oktober 2023, Stade Vélodrome, Marseille   |                                               |                                               |    |                                               |                                               |    |  |        |        |
|  |                                               |                                               |                                               |    |                                               |                                               |    |  |        |        |
|  | Wales                                         | 17                                            |                                               |    |                                               |                                               |    |  |        |        |
|  | Wales                                         | 17                                            | 20 oktober 2023, Stade de France, Saint-Denis |    |                                               |                                               |    |  |        |        |
|  | Argentinië                                    | 29                                            |                                               |    |                                               |                                               |    |  |        |        |
|  | Argentinië                                    | 29                                            | Argentinië                                    | 6  |                                               |                                               |    |  |        |        |
|  | 14 oktober 2023, Stade de France, Saint-Denis |                                               | Argentinië                                    | 6  |                                               |                                               |    |  |        |        |
|  |                                               | Nieuw-Zeeland                                 | 44                                            |    |                                               |                                               |    |  |        |        |
|  | Ierland                                       | Nieuw-Zeeland                                 | 44                                            | 24 |                                               |                                               |    |  |        |        |
|  | Ierland                                       |                                               | 28 oktober 2023, Stade de France, Saint-Denis | 24 |                                               |                                               |    |  |        |        |
|  | Nieuw-Zeeland                                 | 28                                            |                                               |    |                                               |                                               |    |  |        |        |
|  | Nieuw-Zeeland                                 | 28                                            | Nieuw-Zeeland                                 | 11 |                                               |                                               |    |  |        |        |
|  | 15 oktober 2023, Stade Vélodrome, Marseille   |                                               | Nieuw-Zeeland                                 | 11 |                                               |                                               |    |  |        |        |
|  |                                               | Zuid-Afrika                                   | 12                                            |    |                                               |                                               |    |  |        |        |
|  | Engeland                                      | Zuid-Afrika                                   | 12                                            | 30 |                                               |                                               |    |  |        |        |
|  | Engeland                                      | 21 oktober 2023, Stade de France, Saint-Denis |                                               | 30 |                                               |                                               |    |  |        |        |
|  | Fiji                                          | 24                                            |                                               |    |                                               |                                               |    |  |        |        |
|  | Fiji                                          | 24                                            | Engeland                                      | 15 | derde plaats                                  | derde plaats                                  |    |  |        |        |
|  | 15 oktober 2023, Stade de France, Saint-Denis |                                               | Engeland                                      | 15 | derde plaats                                  | derde plaats                                  |    |  |        |        |
|  |                                               | Zuid-Afrika                                   | 16                                            |    | 27 oktober 2023, Stade de France, Saint-Denis | 27 oktober 2023, Stade de France, Saint-Denis |    |  |        |        |
|  | Frankrijk                                     | Zuid-Afrika                                   | 16                                            | 28 | 27 oktober 2023, Stade de France, Saint-Denis | 27 oktober 2023, Stade de France, Saint-Denis |    |  |        |        |
|  | Frankrijk                                     |                                               |                                               |    |                                               | Argentinië                                    | 23 |  |        |        |
|  | Zuid-Afrika                                   | 29                                            |                                               |    |                                               | Argentinië                                    | 23 |  |        |        |
|  | Zuid-Afrika                                   | 29                                            | Engeland                                      | 26 |                                               |                                               |    |  |        |        |
|  |                                               |                                               | Engeland                                      | 26 |                                               |                                               |    |  |        |        |

### Kwartfinales
| Zaterdag 14 oktober 2023 17:00 | Wales                                                                                | 17–29   | Argentinië | Stade Vélodrome, Marseille Toeschouwers: 62.576 Scheidsrechter: Jaco Peyper Karl Dickson |
| Zaterdag 14 oktober 2023 17:00 | Try: Biggar 14' c T. Williams 57' c Con: Biggar (2/2) 16', 58' Pen: Biggar (1/2) 21' | Verslag | Try: Sclavi 68' c Sánchez 77' c Con: Boffelli (2/2) 69', 78' Pen: Boffelli (4/5) 39', 45', 44', 48' Sánchez (1/1) 80' | Stade Vélodrome, Marseille Toeschouwers: 62.576 Scheidsrechter: Jaco Peyper Karl Dickson |

| Zaterdag 14 oktober 2023 21:00 | Ierland                                                                                           | 24–28   | Nieuw-Zeeland | Stade de France, Saint-Denis Scheidsrechter: Wayne Barnes |
| Zaterdag 14 oktober 2023 21:00 | Try: Aki 27' c Gibson-Park 39' c Penalty try 64' Con: Sexton (2/2) 29', 40' Pen: Sexton (1/2) 22' | Verslag | Try: Fainga'anuku 19' c Savea 33' m Jordan 53' c Con: Mo'unga (1/2) 21' J. Barrett (1/1) 54' Pen: Mo'unga (1/1) 8' J. Barrett (2/3) 14', 69' | Stade de France, Saint-Denis Scheidsrechter: Wayne Barnes |

| Zondag 15 oktober 2023 17:00 | Engeland | 30–24 | Fiji | Stade Vélodrome, Marseille Scheidsrechter: Mathieu Raynal |
| Zondag 15 oktober 2023 17:00 | Verslag  |       |      | Stade Vélodrome, Marseille Scheidsrechter: Mathieu Raynal |

| Zondag 15 oktober 2023 21:00 | Frankrijk | 28–29 | Zuid-Afrika | Stade de France, Saint-Denis Scheidsrechter: Ben O'Keeffe |
| Zondag 15 oktober 2023 21:00 | Verslag   |       |             | Stade de France, Saint-Denis Scheidsrechter: Ben O'Keeffe |

### Halve finales
| Vrijdag 20 oktober 2023 21:00 | Argentinië | 6–44 | Nieuw-Zeeland | Stade de France, Saint-Denis Scheidsrechter: Angus Gardner |
| Vrijdag 20 oktober 2023 21:00 | Verslag    |      |               | Stade de France, Saint-Denis Scheidsrechter: Angus Gardner |

| Zaterdag 21 oktober 2023 21:00 | Engeland | 15–16 | Zuid-Afrika | Stade de France, Saint-Denis Scheidsrechter: Ben O'Keeffe |
| Zaterdag 21 oktober 2023 21:00 | Verslag  |       |             | Stade de France, Saint-Denis Scheidsrechter: Ben O'Keeffe |

### Derde plaats
| Vrijdag 27 oktober 2023 21:00 | Argentinië | 23–26 | Engeland | Stade de France, Saint-Denis Scheidsrechter: Nic Berry |
| Vrijdag 27 oktober 2023 21:00 | Verslag    |       |          | Stade de France, Saint-Denis Scheidsrechter: Nic Berry |

### Finale
| Zaterdag 28 oktober 2023 21:00 | Nieuw-Zeeland | 11–12 | Zuid-Afrika | Stade de France, Saint-Denis Scheidsrechter: Wayne Barnes |
| Zaterdag 28 oktober 2023 21:00 | Verslag       |       |             | Stade de France, Saint-Denis Scheidsrechter: Wayne Barnes |

| Wereldkampioen Rugby 2023 |
| ------------------------- |
| Zuid-Afrika               |